# Petoskey
Petoskey è un comune degli Stati Uniti d'America, situato nello Stato del Michigan, nella contea di Emmet, della quale è il capoluogo.